# Schwarzscheitel-Mückenfresser
Der Schwarzscheitel-Mückenfresser (Pittasoma michleri) ist eine Vogelart aus der Familie der Mückenfresser (Conopophagidae). Er bewohnt feuchte Wälder im tropischen Mittelamerika, wo er am Erdboden Jagd auf Insekten macht. Obwohl die Art eher selten beobachtet wird, gilt sie in ihrem Fortbestand als nicht bedroht.

## Merkmale
Schwarzscheitel-Mückenfresser erreichen ausgewachsen eine Größe zwischen 18 und 19 cm, ihr Gewicht liegt bei 110 g. Der Körperbau wirkt mit breiten Flügeln, einem sehr kurzen Schwanz und einem breiten Hals leicht rundlich. Die Beine sind im Verhältnis zum Körper sehr lang und setzen weit hinten an, was zu einer eher aufrechten Körperhaltung führt. Der kräftige Schnabel ist seitlich verbreitert, der Oberschnabel endet in einem kleinen, nach unten gebogenen Haken. Bei der Gefiederfärbung liegt ein leichter, aber erkennbarer Sexualdimorphismus zwischen den Geschlechtern vor. Ein typisches Männchen ist an Rücken, Bürzel und Schulterfedern olivbraun gefärbt. An den Schultern zeigen sich ein leichtes, helleres Streifenmuster und schmale, schwärzliche Säume der Konturfedern. Die Steuerfedern und die Oberseite der Flügel sind in warmem Braun gefärbt. An der Spitze der Arm- und Handdecken findet sich ein kleiner, diamantförmiger Fleck in Weiß- oder Cremetönen, der von einem sehr schmalen, schwarzen Rand eingefasst wird. Diese Markierung findet sich auch an den Schirmfedern, ist dort aber weniger ausgeprägt. Die Schwungfedern sind beiderseits etwas heller und in der Regel einheitlich gefärbt. Die Deckfedern des Unterflügels haben leicht matt-grüne Einschläge und unregelmäßige, weiße und schwarze Streifen und Flecken. Nacken, Haube und Stirn sind glänzend tiefschwarz, der übrige Gesichtsbereich einschließlich der Ohrdecken sowie Hals und Kehle haselnussbraun gefärbt. An den Zügeln befindet sich ein markanter, weißer Fleck. Brust und Bauch zeigen eine weiße bis cremefarbene Grundfärbung, die zu den Seiten tendenziell dunkler wird. Die Konturfedern an der gesamten Vorderseite sind breit schwarz gesäumt, was dem Gefieder ein schuppiges Aussehen verleiht. Der Schnabel ist elfenbeinfarben bis silbrig-weiß, die obere Mandibel tendenziell etwas dunkler gefärbt. Beine und Füße sind blassgrau. Die Iris des Auges ist unauffällig dunkelbraun gefärbt. Bei weiblichen Vögeln erstreckt sich die haselnussbraune Färbung etwas weiter in Richtung Nacken und ist von feinen, schwärzlichen Streifen durchzogen. Des Weiteren ist das Gefieder an der Kehle heller als bei den Männchen und hat eine eher cremefarbene Grundfärbung.
Nestlinge des Schwarzscheitel-Mückenfressers wurden bislang nicht beschrieben, während von mutmaßlichen Jungvögeln nur einige wenige Beschreibungen vorliegen. Bei diesen Vögeln mit leicht gemustertem Rücken ist jedoch unklar, ob es wirklich juvenile Exemplare sind oder eine individuelle Variation oder ein etwas ausgeprägterer Sexualdimorphismus vorliegt.

## Habitat und Verhalten
Schwarzscheitel-Mückenfresser sind größtenteils bodenbewohnende Vögel, die feuchte, tropische Wälder als Lebensraum benötigen. Dabei bevorzugen sie unberührte Primärwälder in hügeligem Gebiet oder Gebirgsausläufern, kommen jedoch auch mit entsprechend hochgewachsenem Sekundärwald zurecht. Sie bewegen sich meist am Boden hüpfend fort. Obwohl sie grundsätzlich flugfähig sind, legen sie, wenn überhaupt, nur kurze Strecken fliegend zurück. Außerhalb der Brutzeit führen die Vögel eine weitestgehend solitäre Lebensweise und schließen sich in der Regel keinen Schwärmen mit Vertretern der eigenen oder anderer Arten an. Eine Ausnahme ist das regelmäßig beobachtete Versammeln in der Nähe wandernder Schwärme von Treiberameisen, um von diesen aufgeschreckte Insekten leicht erbeuten zu können. Ob die Art ein ausgeprägtes Territorialverhalten besitzt, ist bislang nicht bekannt, männliche Exemplare können jedoch manchmal beim Singen auf kleinen, horizontalen Ästen knapp über dem Erdboden gesichtet werden. Generell gelten Schwarzscheitel-Mückenfresser aber als eher stille und unauffällige Vögel. Der Gesang ist eine lange Abfolge klopfender Laute, deren Frequenz im Verlauf ansteigt, während die Geschwindigkeit abnimmt. Erregung wird durch 10 bis 16 aufeinanderfolgende, heisere Rufe ausgedrückt, die eher an die Laute eines Hörnchens als an einen Vogel erinnern sollen. Singende Männchen ziehen offenbar regelmäßig die Aufmerksamkeit von Streifenkehl-Schattenkolibris (Phaethornis striigularis) auf sich, die auf den Gesang mit aggressivem Hassen reagieren. Warum die Kolibris sich in dieser Form verhalten, ist bislang unklar, eine Bedrohung für sie stellen die Schwarzscheitel-Mückenfresser normalerweise nicht dar. Die Nahrungssuche findet am Erdboden statt, wo im gefallenen Laub nach Fressbarem gesucht wird. Gelegentlich wird auch mit dem Schnabel suchend in den weichen Boden gepickt. Als Nahrung dienen verschiedene Gliederfüßer, wie Insekten, Skorpione, Spinnen und Geißelspinnen. Darüber hinaus werden möglicherweise bei entsprechender Gelegenheit auch kleine Wirbeltiere wie Frösche und Reptilien erbeutet. Über das Fortpflanzungsverhalten der Art liegen so gut wie keine Informationen vor. Lediglich ein einzelnes Nest wurde Anfang der 1970er-Jahre in Panama beschrieben. Es befand sich in etwa einem Meter Höhe in der Krone einer jungen Palme und bestand aus dunklen Wurzelfasern, die zu einer dünnwandigen, tassenförmigen Konstruktion verwoben waren. Im Nest fanden sich zwei Eier mit gelblich-rosa Grundfarbe, deren Schale mit lilafarbenen Flecken und kleineren, braunen Tupfern gesprenkelt war.

## Verbreitung und Gefährdung

Verbreitungsgebiet des Schwarzscheitel-Mückenfressers

Der Schwarzscheitel-Mückenfresser bewohnt ein Verbreitungsgebiet, das sich als schmaler Streifen vom Norden Costa Ricas entlang der Karibikküste Panamas bis in den äußersten Westen Kolumbiens erstreckt. Während weiter im Süden auch das Tiefland besiedelt wird, sind die Vögel in Costa Rica allgemein nur auf Höhenlagen zwischen 300 und 1000 m anzutreffen. Besonders in dieser Region sind historische Berichte über Vorkommen des Schwarzscheitel-Mückenfressers bekannt, die in moderner Zeit nicht wieder aufgefunden werden konnten. Möglicherweise ist die Art daher aus Teilen ihres Verbreitungsgebiets bereits verschwunden. Generell gelten die Vögel überall als eher selten. Die IUCN schätzt den globalen Bestand der Art mit Stand 2020 auf weniger als 50.000 adulte Exemplare, die Bestandsentwicklung ist allgemein abnehmend. Dennoch führt die Organisation den Schwarzscheitel-Mückenfresser auf der niedrigsten Gefährdungsstufe „nicht gefährdet“ (least concern).

## Systematik
Die wissenschaftliche Erstbeschreibung des Schwarzscheitel-Mückenfressers stammt aus dem Jahr 1860 und geht auf den amerikanischen Ornithologen John Cassin zurück. Der Holotyp stammt aus der Nähe des Río Truandó in der damaligen Republik Neugranada. Der Fundort liegt heute in Panama. Als wissenschaftlichen Namen der neuen Art vergab Cassin das Binomen Pittasoma michleri, wobei das Artepitheton den späteren Brigadegeneral Nathaniel Michler ehrt, der die Expedition des United States Army Corps of Topographical Engineers, auf der der Holotyp gefunden worden war, geleitet hatte. Gemeinsam mit seinem engsten Verwandten, dem Schwarzbrauen-Mückenfresser (P. rufopileatum), bildet der Schwarzscheitel-Mückenfresser die Gattung Pittasoma. Sie wurde traditionell als zu den Ameisenpittas und damit zur Familie Formicariidae gehörend angesehen. Moderne phylogenetische Untersuchungen anhand von mitochondrialer DNA führten jedoch zu einer Aufspaltung dieser Familie. Für die beiden Pittasoma-Arten stellte sich eine enge verwandtschaftliche Beziehung zu den Mückenfressern der Gattung Conopophaga heraus, mit denen sie heute die Familie Conopophagidae bilden.
Innerhalb der Art werden zwei Unterarten als gültig angesehen:
- P. m. michleri Cassin, 1860 – Äußerster Westen Kolumbiens und Panama mit Ausnahme der westlichsten Regionen
- P. m. zeledoni Ridgway, 1884 – Westlichstes Panama und Costa Rica. Allgemein dunkler als die Nominatform, an der Oberseite mehr ins Rötliche gehend. Die Seiten des Kopfes sind mit Ausnahme der braunen Ohrdecken einheitlich schwarz gefärbt.[2]